# Xã Kingston, Quận Meeker, Minnesota
Xã Kingston (tiếng Anh: Kingston Township) là một xã thuộc quận Meeker, tiểu bang Minnesota, Hoa Kỳ. Năm 2010, dân số của xã này là 1.256 người.